# Rotha
Rotha ist ein Stadtteil der Stadt Sangerhausen in Sachsen-Anhalt.

## Geographie

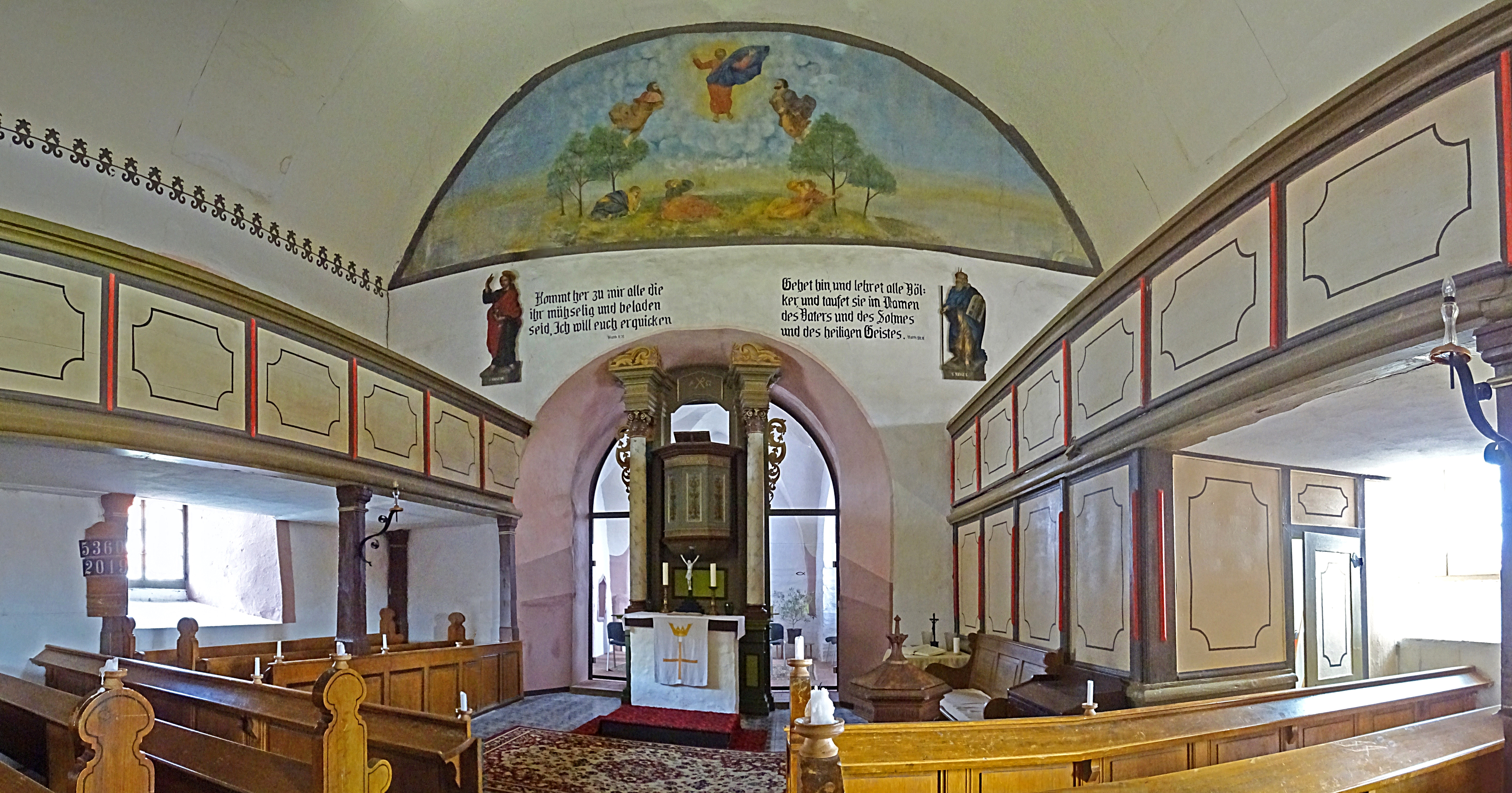
St. Juliana

Rotha liegt nordwestlich von Sangerhausen im südöstlichen Harz.

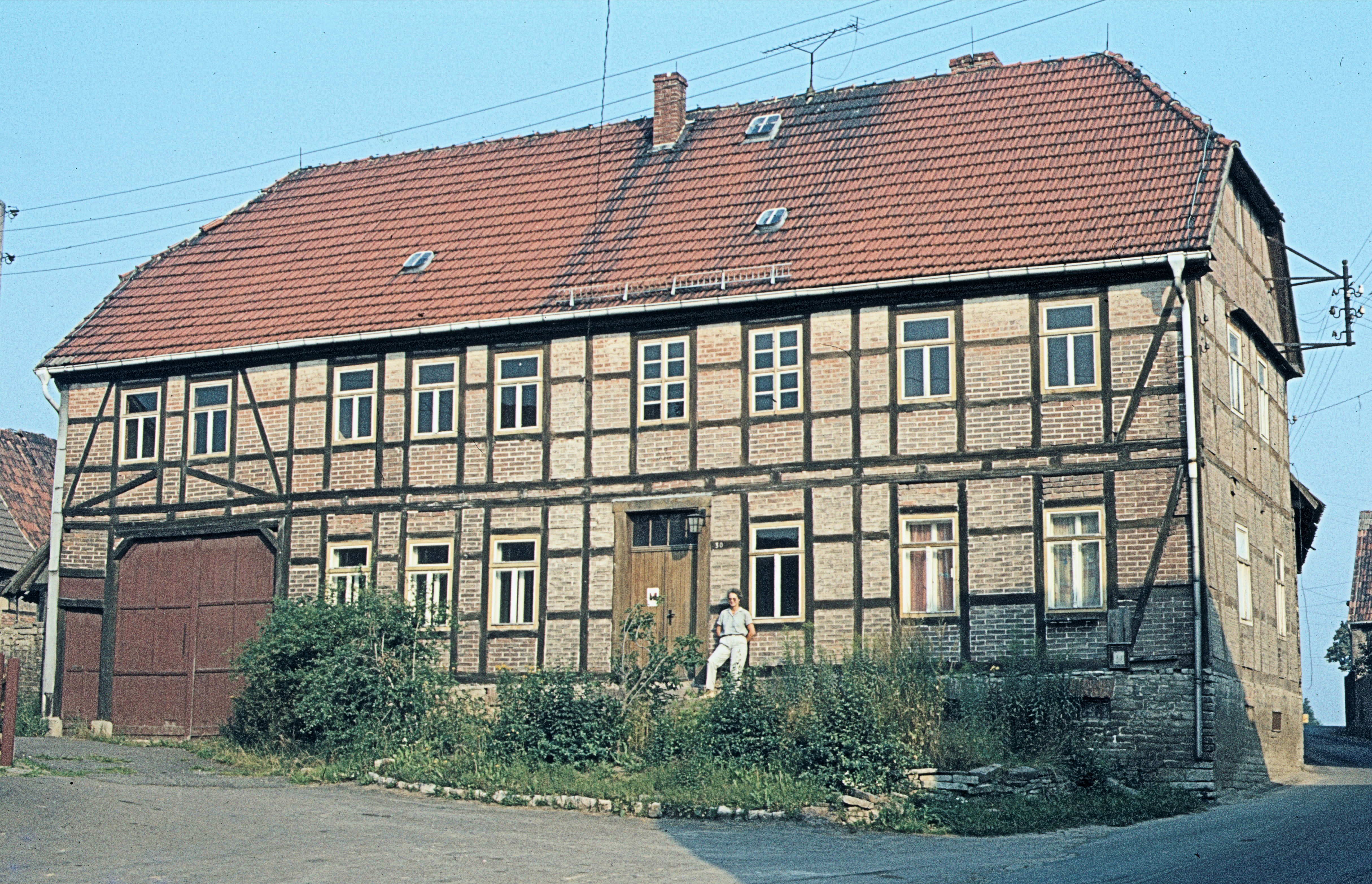
Pfarrhaus (1984)

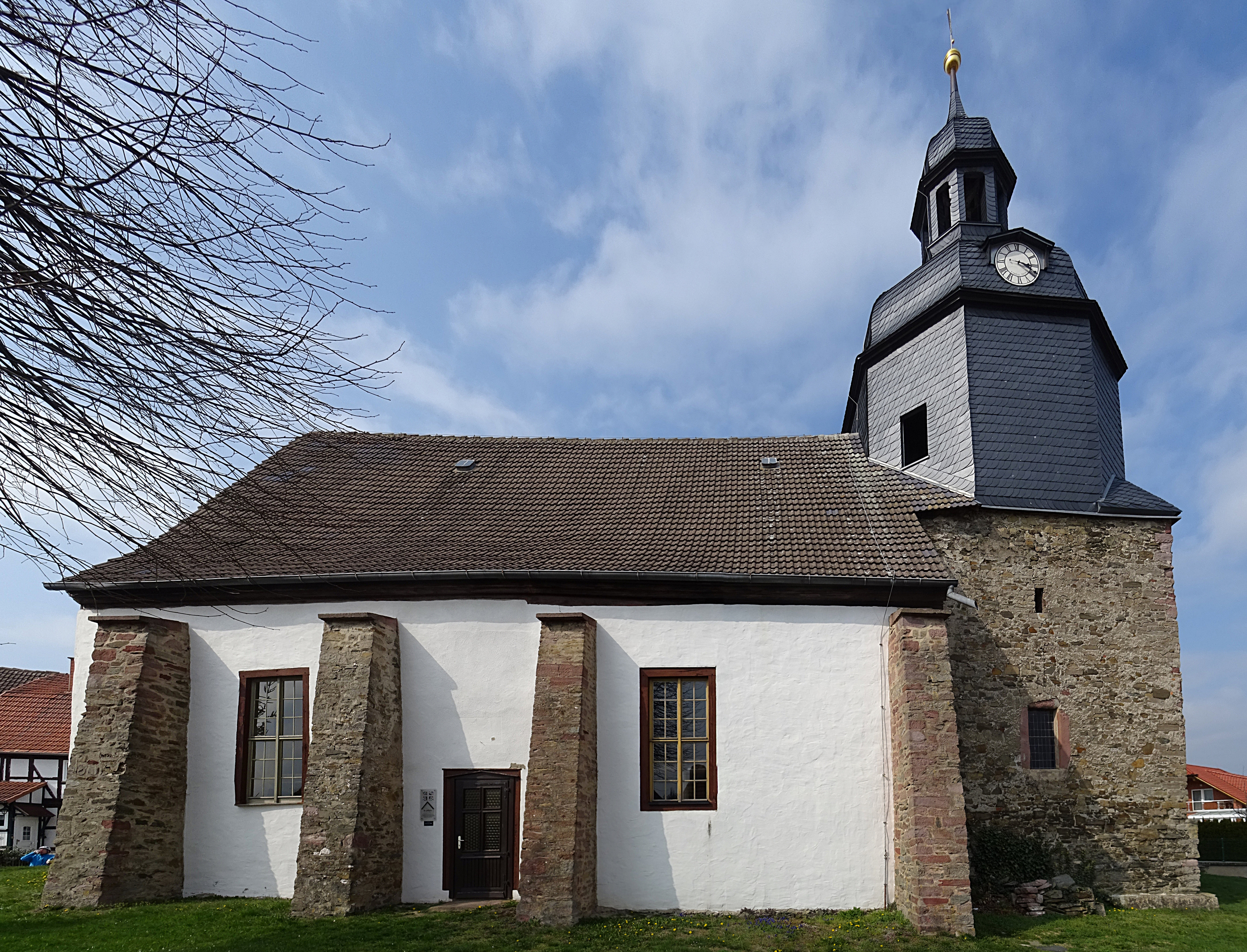
Kirche St. Juliana (2019)

Ein zentrales Bauwerk in Rotha ist die im 17. Jahrhundert errichtete Kirche St. Juliana der evangelischen Kirchengemeinde „St. Nicolai am Schloßberg“.

## Geschichte
Die erste urkundliche Erwähnung erfolgte im Jahr 1347 als Rote.
Am 20. Juli 1950 wurde die bis dahin eigenständige Gemeinde Paßbruch eingegliedert, ohne ihren Ortsteil Neuhaus, der zu Wolfsberg kam.
Bis 2005 war Rotha eine politisch eigenständige Gemeinde, bestehend aus dem Hauptort Rotha und der kleinen Siedlung Paßbruch. Am 1. Oktober 2005 wurde sie nach Sangerhausen eingemeindet.
Paßbruch war im Mittelalter als anhaltisches Lehen an die Grafen von Mansfeld vergeben worden. Um 1600 gehörte es zum mansfeldischen Amt Morungen. Zu dem Lehen gehörten elf Hufen Land, einige Wiesen und 224 Morgen Wald, seine Schäferei galt als sehr wüste. Zins erhielt Anhalt von dem Lehen zu dieser Zeit nicht mehr. In den folgenden Jahrzehnten riss die Bindung an Anhalt völlig ab.

## Verkehr
Rotha liegt an der Landesstraße 232.